# ケレティ・アーグネシュ

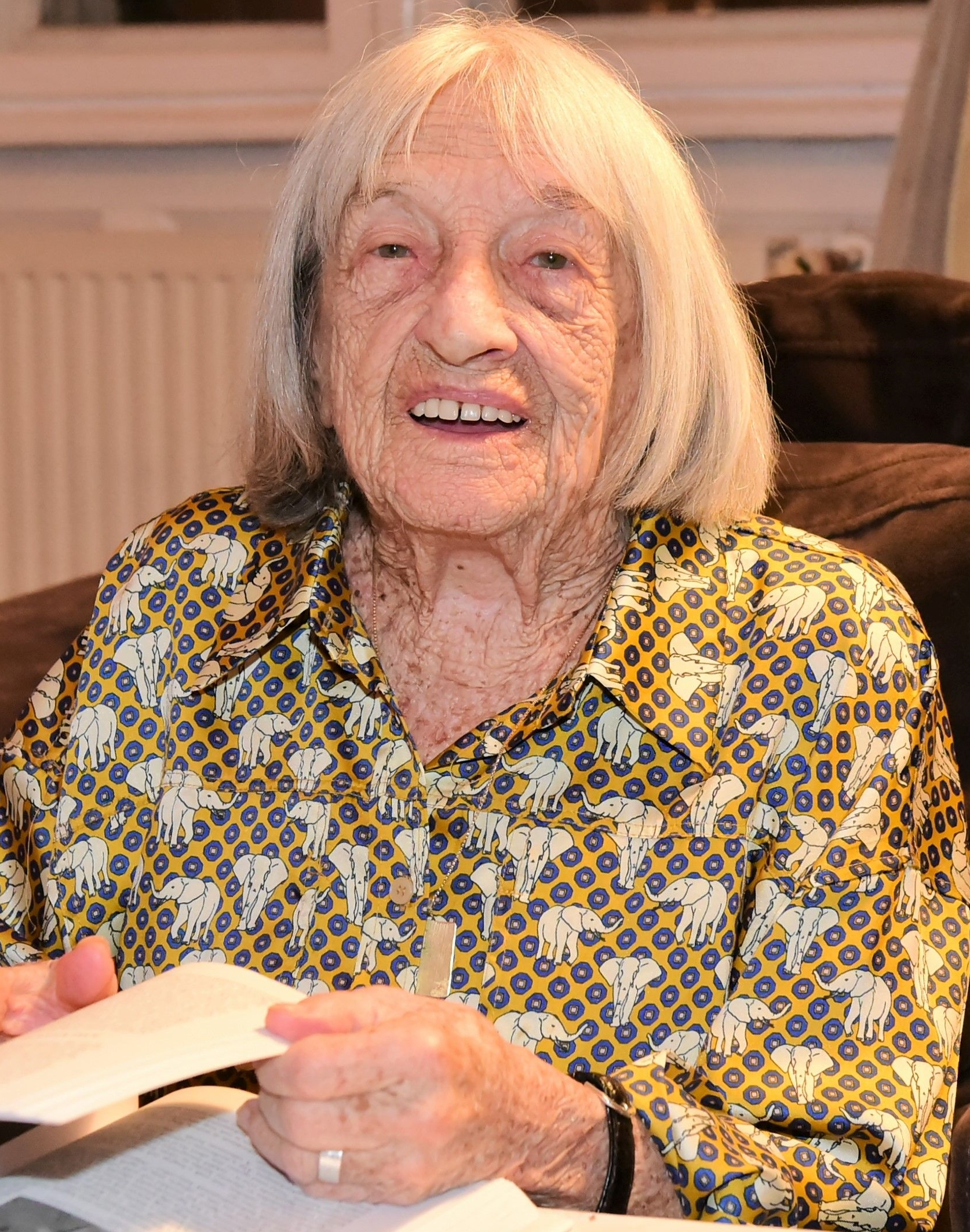
2021年当時のケレティ・アーグネシュ

ケレティ・アーグネシュ（ハンガリー語: Keleti Ágnes ハンガリー語発音: [ˈkɛlɛti ˈaːɡnɛʃ], 1921年1月9日 - 2025年1月2日）は、ハンガリーの元女子体操競技選手。ユダヤ人であることからナチスによる迫害を受けたがホロコーストから生き残り、第二次世界大戦後に30歳代で出場した1952年ヘルシンキ五輪と1956年メルボルン五輪の2つの五輪大会で合計10個のメダル（金メダル5個、銀メダル3個、銅メダル2個）を獲得した。2002年に国際体操殿堂入りしている。

## 経歴

### 競技生活とナチスによる迫害
1921年1月9日、ケレティ・アーグネシュはハンガリー王国（現ハンガリー）の首都ブダペストでユダヤ系ハンガリー人の両親のもとに生まれた。ケレティは4歳のとき医師から肺に不具合があると診断され、何かスポーツをするよう勧められた。この勧めにしたがって体操を始め、8歳のときには小学校で最も体操が得意な児童になり、16歳のときにハンガリーの全国体操競技大会で初めて優勝した。翌1938年には体操競技のハンガリー代表に選ばれて注目を集め、1940年五輪大会での活躍が期待される存在になったが、1939年9月に第二次世界大戦が始まり、その影響で1940年と1944年の五輪大会は開催中止となった。ケレティが所属していた体操競技クラブは1941年に非アーリア人の選手全員をクラブから追放した。ケレティ自身も、このとき追放された選手の一人である。当時のハンガリー国内では反ユダヤの風潮が高まっていた。
1944年3月、ナチス・ドイツはマルガレーテI作戦を発動し、ハンガリー全土を占領した。ナチス・ドイツによる占領下で、ハンガリーに居住していた50万人以上のユダヤ人の多くが強制収容所に送られ、殺害されている。こうした状況の中でケレティはホロコーストから生き残るために身を潜めることを強いられた。既婚女性は強制労働収容所に連行されないとの噂を聞いたことから、ベルリン五輪にも出場したハンガリーの体操競技選手シャールカーニ・イシュトヴァーンと取り急ぎ結婚した。そしてキリスト教徒の少女ユハース・ピロシュカの身元証明書を買い求めて使用し、人目につかない小さな村でメイドとして働いて過ごすことでケレティはホロコーストから生き残った。母と妹は身を潜めてスウェーデンの外交官ラウル・ワレンバーグにより救われたが、父や他の親戚はアウシュヴィッツ＝ビルケナウ強制収容所のガス室で全員が死亡した。第二次世界大戦末期の1944年から1945年にかけてソビエト赤軍によるブダペスト包囲戦が行われている間、ケレティは毎朝、遺体を集めて墓に埋葬した。

### オリンピック大会
戦後、ホロコーストから生き残ったケレティはトレーニングを再開した。1946年のハンガリー選手権に初出場して優勝し、翌1947年には国際大会である中欧選手権のタイトルを獲得した。同年に開催されたハンガリー選手権の個人総合でも優勝し、ケレティはこの年から1956年までハンガリー選手権の個人総合を10大会連続で制している。1948年のロンドン五輪に際してはハンガリー代表メンバーに選ばれたが、ロンドンで試合の2日前に右足首の靭帯を断裂し、大会には出場できなかった。そのため、国際オリンピック委員会の公式ウェブサイトにもケレティのロンドン五輪での成績は記載されていない。一方、ロンドン五輪組織委員会が発行した『ロンドン五輪公式報告書』の競技者リストには「Sarkany, A.」として結婚による改姓後の名前が掲載されている。国際体操殿堂は公式ウェブサイトにおいて、確かにケレティは怪我のためロンドン五輪では試合に出場できなかったが、団体総合で銀メダルを獲得したハンガリーチームのメンバーだったため彼女も同種目の銀メダルを授与されているとしており、彼女に関するページではロンドン五輪団体総合の銀メダリストとして紹介している。
1949年には世界青年学生祭典に出場して4つの金メダル、1つの銀メダル、1つの銅メダルを獲得し、1952年に開催されたヘルシンキ五輪に31歳で初出場した。大会ではハンガリーチームの団体総合での銀メダル獲得と手具体操団体での銅メダル獲得に貢献し、種目別ではゆかで金メダル、段違い平行棒で銅メダルを獲得した。続いて1954年の世界体操競技選手権ローマ大会に出場し、段違い平行棒で金メダル、団体総合で銀メダル、平均台で銅メダルを獲得した。1956年のメルボルン五輪では個人総合で銀メダルを獲得。種目別でも段違い平行棒、平均台、ゆかで金メダルを獲得し、チームの手具体操団体での金メダル獲得および団体総合での銀メダル獲得に貢献した。このときケレティは35歳であり、女子体操競技選手として五輪史上最年長の金メダリストになった。

### ハンガリー動乱と亡命
メルボルン五輪の開催中にハンガリーの民衆が全土で蜂起した事件をめぐりソビエト連邦軍がハンガリーに侵攻するという事態が起きた（ハンガリー動乱）。五輪に参加していたハンガリー代表団は祖国の惨状を知り、ケレティを含む44人のハンガリー代表選手らは祖国へは戻らずオーストラリアに残り、亡命することを決断した。オーストラリア当局はこの亡命を受け入れて、亡命者を保護した。幸い、ケレティは母と妹をハンガリーからオーストラリアへ呼び寄せることができた。翌1957年、ケレティはイスラエルのスポーツ関係者から招待を受けて、テルアビブで開催された第5回マカビア競技大会に参加した。イスラエルを訪れるのは初めてだったが、同国を気に入った彼女は移住することを決め、続いて母と妹も間もなくイスラエルに居を移した。シャールカーニとは既に1950年に離婚しており、イスラエルで知り合ったハンガリー人体育教師ビロ・ロベルトと1959年に再婚してダニエル、ラファエルと2人の息子を儲けた。1958年に競技生活から引退した後はテルアビブ大学およびネタニヤのウィンゲート体育研究院で長年にわたり体育のインストラクターを務め、同時に体操競技のイスラエル代表チームでも1990年代に至るまでコーチを務めた。
1936年ベルリン五輪水球競技の金メダリストで1913年生まれのタリッチ・シャーンドルが2016年5月21日に死去したことにともない、ケレティはハンガリーで最高齢の五輪金メダリストになった。2017年2月にはイスラエル最高の栄誉であるイスラエル賞を同国から授与された。
2017年2月には、イスラエルのヘルツリーヤに居住している。
2025年1月2日の未明に死去。103歳没。2024年12月末よりブダペストの病院に肺炎による心不全と呼吸困難で入院していた。

## 著書
Keleti Ágnes (2002) (ハンガリー語). Egy olimpiai bajnok három élete. Keleti Ágnes. ISBN 963440796X